# Bolsa de Valores de Lima

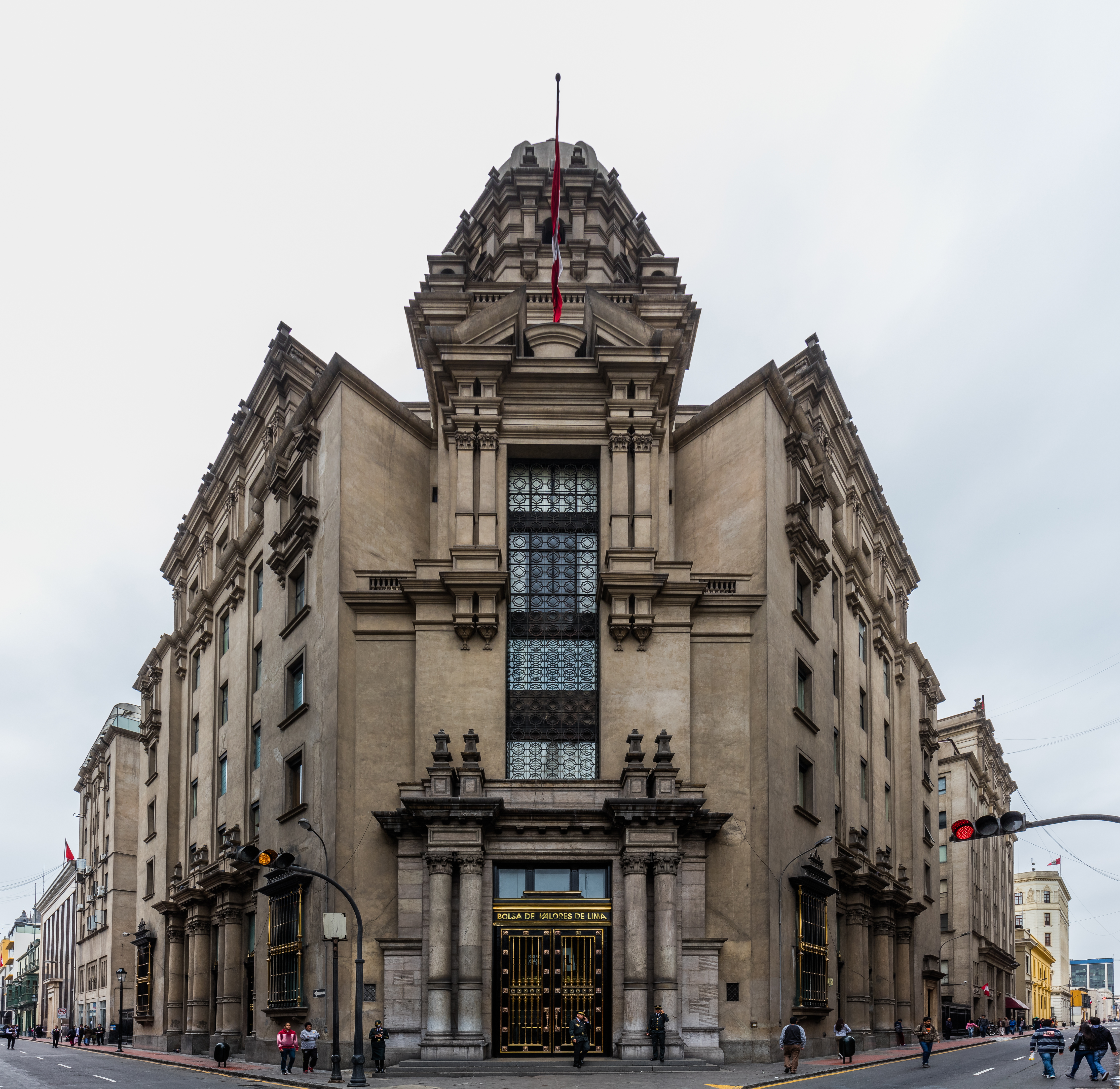
Gebäude

Die Bolsa de Valores de Lima (BVL) ist eine peruanische Wertpapierbörse mit Sitz in der peruanischen Hauptstadt Lima.  2017 waren an der Börse 258 Unternehmen gelistet, welche auf eine Marktkapitalisierung von 99 Milliarden US-Dollar kamen.

## Indizes
Die Börse hat mehrere Indizes. Der S&P/BVL Peru General Index (ehemals IGBVL) ist ein wertgewichteter Index, der die Wertentwicklung der größten und am häufigsten gehandelten Aktien an der Lima Exchange abbildet. Weitere Indizes sind der S&P/BVL Peru Select und S&P/BVL Lima 25.

## Geschichte
Nach den liberalen Maßnahmen des damaligen Präsidenten von Peru, Feldmarschall Ramón Castilla, wurden 1857 drei Durchführungsverordnungen erlassen (1840, 1846 und 1857), die die Gründung der Börse von Lima am 31. Dezember 1860 ermöglichten. Am 7. Januar 1861 wurde die Börse schließlich eröffnet. In den ersten drei Jahrzehnten wurden allerdings keine Aktien gehandelt. 1898 wurde die Börse infolge des Impulses des früheren Präsidenten Nicolás de Piérola unter dem Namen Bolsa Comercial de Lima reorganisiert. Aktien, Anleihen und Schuldverschreibungen wurden an der neu organisierten Bolsa Comercial de Lima gehandelt; insbesondere von Banken, Versicherungsunternehmen und der peruanischen Regierung.
Die Bolsa de Valores de Lima (BVL) wurde 1970 als gemeinnütziger privater Verein gegründet. Seit 1995 handelt die BVL elektronisch über das sogenannte ELEX-System. Im Jahr darauf fusionierte der BVL mit Bolsa de Valores de Arequipa. 2003 wurde die  Bolsa de Valores de Lima in ein Unternehmen umgewandelt. 2010 schloss dieses sich gemeinsam mit den Börsen von Mexiko, Kolumbien und Chile zum Mercado Integrado Latinoamericano zusammen.

## Mitgliedschaften
Die Bolsa de Valores de Lima ist Mitglied:
- der Sustainable Stock Exchanges Initiative der Vereinten Nationen
- Ibero-American Federation of Exchanges
- und der World Federation of Exchanges.[3]